# Complesso QRS

Normale elettrocardiogramma con il complesso QRS evidenziato

Con il termine complesso QRS ci si riferisce a quelle onde dell'elettrocardiogramma che iniziano con una deflessione positiva (verso l'alto) oppure negativa (verso il basso), che terminano indifferentemente con una deflessione positiva o negativa, e che sono costituite da uno, due o tre deflessioni facilmente riconoscibili. Esso segue l'onda P (data dalla depolarizzazione atriale).

## Origine
Il complesso QRS rappresenta la diffusione dello stimolo elettrico attraverso la muscolatura (miocardio) ventricolare. Poiché la massa del ventricolo sinistro è decisamente maggiore rispetto alla massa del ventricolo destro, con una certa approssimazione si può affermare che il complesso QRS è la registrazione elettrica di superficie della depolarizzazione del ventricolo sinistro.

## Composizione
- Onda P = la contrazione degli atri
- Complesso QRS= la contrazione dei ventricoli.
- Onda R = il punto più alto, importante per calcolare la frequenza
- Tratto ST = una pausa (assenza di segnale elettrico), generalmente piatta
- Onda T = ripolarizzazione ventricolare, le cellule ritornano a riposo, permettendo una successiva stimolazione
- Onda U = ripolarizzazione degli strati più profondi (compresi le reti del Purkinje)

Di norma nel tracciato dell'elettrocardiogramma si osserva una prima negativa (onda Q) che costituisce l'inizio del complesso QRS: le onde Q normali, quando presenti, rappresentano la depolarizzazione del setto interventricolare. Per tale motivo, sono anche note come "onde Q settali" e possono essere osservate nelle derivazioni laterali DI, aVL, V5 e V6.
Questa onda è seguita da un'onda positiva (onda R). Le onde negative che vengono precedute da onde positive vengono chiamate onde S.

Ogni complesso interamente negativo costituisce un tipo particolare di complesso QRS e viene chiamato complesso "QS". Similmente abbiamo complessi QRS mancanti della prima onda negativa (onda Q) che pertanto prendono il nome di complesso "RS".

## Criteri di normalità
Nella derivazione V1 il complesso QRS tipico mostra una iniziale piccola onda positiva.

Nella derivazione V6 il complesso QRS tipico mostra una iniziale piccola onda negativa.

In generale nelle derivazioni precordiali, da V1 a V6 l'ampiezza della onda R cresce progressivamente.

La durata massima del complesso QRS in qualsiasi derivazione non deve superare 0,102 secondi (e quindi in un elettrocardiogramma standard eseguito con una velocità di scorrimento della carta di 25 mm al secondo, non deve superare i 2 quadratini e mezzo)

## Utilizzi
Nel caso di disturbi della conduzione intraventricolare la morfologia del complesso QRS può essere indicativa di blocco di branca destra, di blocco di branca sinistra, oppure di emiblocco anteriore sinistro.
In caso di aritmie evidenziate la morfologia del complesso aiuta a comprendere quale sia la tipologia di anomalia osservata. Ad esempio nei casi di blocchi atrioventricolari, si comprende dove avviene il blocco stesso.